# Карачевское сельское поселение
Кара́чевское се́льское поселе́ние (чув. Карач ял тăрăхĕ) — муниципальное образование в Козловском районе Чувашии Российской Федерации.
Административный центр — деревня Илебары.

## История
Статус и границы сельского поселения установлены Законом Чувашской Республики от 24 ноября 2004 года № 37 «Об установлении границ муниципальных образований Чувашской Республики и наделении их статусом городского, сельского поселения, муниципального района и городского округа».

## Население
| 2010 | 2012 | 2013 | 2014 | 2015 | 2016 | 2017 |
| ---- | ---- | ---- | ---- | ---- | ---- | ---- |
| 812  | ↗813 | ↗824 | →824 | ↘812 | ↘798 | ↘757 |
| 2018 | 2019 | 2020 | 2021 |      |      |      |
| ↘742 | ↘725 | ↘711 | ↘689 |      |      |      |

## Состав сельского поселения
| № | Населённый пункт | Тип населённого пункта          | Население |
| - | ---------------- | ------------------------------- | --------- |
| 1 | Баланово         | деревня                         | ↗97       |
| 2 | Бигильдино       | деревня                         | ↗62       |
| 3 | Илебары          | деревня, административный центр | ↗254      |
| 4 | Карачево         | село                            | ↗129      |
| 5 | Малое Бишево     | деревня                         | ↗112      |
| 6 | Малое Карачево   | деревня                         | ↗69       |
| 7 | Осинкино         | деревня                         | ↗143      |
| 8 | Толбаево         | деревня                         | ↗25       |
| 9 | Ягунькино        | деревня                         | ↘116      |